# Горан Ћеличанин
Горан Ћеличанин (Крушевац, 30. јануар 1960) српски је карикатуриста и актуелни директор Општинске библиотеке Варварин.

## Биографија
Рођен је 30. јануара 1960. године у Крушевцу. Основну и средњу школу (гимназију / природно-математички смер) завршио у Варварину, а студије машинства (смер моторна возила) на Машинском факултету у Београду. Члан УЛУПУДС-а од 1994. године (са статусом самосталног уметника од 1998. године, а од марта 2007. године са звањем истакнути уметник).
Члан Удружења новинара Србије (УНС-а) од 1998. године. Бави се илустрацијом, карикатуром и стрипом. За свој рад награђиван у земљи и иностранству са више од 120 награда и признањa. Сарађује се многим нашим и иностраним листовима. Штампао своју књигу карикатура „Басне без речи“ (1994), Мапу карикатура (1997. и Мапу ратних цртежа (2000). Живи и ради у Варварину са атељеом у Крушевцу. Дугогодишњи сарадник Културног центра Крушевац и председник жирија Међународног фестивала хумора и сатире "Златна кацига" за карикатуру.

## Награде
Три пута награђиван плакетама (годишњим наградама за године: 2000, 2003. и 2004) УЛУПУДС-а, први је добитник годишње награде УНС-а за карикатуру „Лаза Костић“ (2003), добитник награда на конкурсу „Пјер“ (треће – 1991, прве – 2004. и друге – 2008. године), награде „Класово мајсторско перо“, звања „Мајстор карикатуре“ (Пловдив (Бугарска) 2005. године) и многих других награда и признања у земљи и иностранству. Радови му се налазе у колекцијама музеја хумора и сатире и приватним колекцијама на свим континентима. Учесник многих ликовних колонија у земљи и иностранству, као и већег броја хуманитарних уметничких активности.